# Çağrı Çıtanak
Çağrı Çıtanak, all'anagrafe Mehmet Çağrı Çıtanak (Antiochia, 10 ottobre 1990), è un attore turco, noto per aver interpretato il ruolo di Ferit Şimşek nella serie Love Is in the Air (Sen Çal Kapımı).

## Biografia
Nato nel 1990 ad Antiochia (Turchia), Çağrı Çıtanak ha un fratello minore e all'età di dieci anni ha iniziato a recitare dopo aver preso lezioni di recitazione per quattro anni. Ha intrapreso i suoi studi presso l'Università Anadolu nella sua città natale e in seguito si è iscritto presso l'Università di Istanbul per studiare recitazione. Nel 2011 ha fatto la sua prima apparizione nella serie Kavak Yelleri, mentre nel 2012 è apparso nella serie Suskunlar. L'anno successivo, nel 2013, ha interpretato il ruolo di Kaan nella serie Babam Sinifta Kaldi. Nel 2015 ha interpretato il ruolo di Cavit nel film Çalsin Sazlar diretto da Nesli Çölgeçen. Nello stesso anno ha recitato nelle serie Ne Münasebet e in Hayat Mucizelere Gebe.
Nel 2016 ha interpretato il ruolo di Bülent nella serie Sweet Revenge (Tatlı İntikam). L'anno successivo, nel 2017, ha recitato nelle serie Atesböcegi (nel ruolo di Teo) e in Vatanım Sensin (nel ruolo di Spiros). Nel 2018 ha interpretato il ruolo di Ercan Öngören nella serie Kocaman Ailem.
Nel 2020 e nel 2021 è entrato a far parte del cast della serie in onda su Fox Love Is in the Air (Sen Çal Kapımı), nel ruolo di Ferit Şimşek. Nel 2021 ha recitato nelle serie Menajerimi Ara (nel ruolo di Murat) e in Ikimizin Sirri. L'anno successivo, nel 2022, ha ricoperto il ruolo di Mete Egemen nella serie Erkek Severse. Nel 2023 ha interpretato il ruolo di Ulas nel film Voglio crederci (Sen Inandir) diretto da Evren Karabiyik Günaydin e Murat Saraçoglu. Nel 2024 ha preso parte alla serie Kübra, nel ruolo di Selim.

## Vita privata
Dal 2020 è legato sentimentalmente all'attrice Başak Gümülcinelioğlu, conosciuta sul set della serie Love Is in the Air (Sen Çal Kapımı). La coppia si è sposata il 9 ottobre 2022 a Istanbul con una cerimonia nunziale di 300 persone, alla quale hanno partecipato familiari e amici.

## Filmografia

### Cinema
- Çalsin Sazlar, regia di Nesli Çölgeçen (2015)
- Voglio crederci (Sen Inandir), regia di Evren Karabiyik Günaydin e Murat Saraçoglu (2023)

### Televisione
- Kavak Yelleri – serie TV, 1 episodio (2011)
- Suskunlar – serie TV, 1 episodio (2012)
- Babam Sinifta Kaldi – serie TV, 18 episodi (2013)
- Ne Münasebet – serie TV (2015)
- Hayat Mucizelere Gebe – serie TV, 1 episodio (2015)
- Sweet Revenge (Tatlı İntikam) – serie TV, 30 episodi (2016)
- Atesböcegi – serie TV, 17 episodi (2017)
- Vatanım Sensin – serie TV, 7 episodi (2017)
- Kocaman Ailem – serie TV, 8 episodi (2018)
- Love Is in the Air (Sen Çal Kapımı) – serie TV, 39 episodi (2020-2021)
- Menajerimi Ara – serie TV, 1 episodio (2021)
- Ikimizin Sirri – serie TV, 10 episodi (2021)
- Erkek Severse – serie TV, 26 episodi (2022)
- Kübra – serie TV, 1 episodio (2024)

## Teatro
- Kapan, Hayal Et

## Doppiatori italiani
Nelle versioni in italiano dei suoi film e delle sue serie TV, Çağrı Çıtanak è stato doppiato da:
- Marco Baroni[32] in Love Is in the Air[33]
- Andrea Mete[34] in Voglio crederci[35]
- Gianluca Cortesi[36] in Sweet Revenge[37]